# Красный Октябрь (Погарский район)
Красный Октябрь — поселок в Погарском районе Брянской области в составе Долботовского сельского поселения.

## География
Находится в южной части Брянской области на расстоянии приблизительно 19 км на север по прямой от районного центра города Погар.

## История
Известен с 1920-х годов, в советское время здесь работал одноименный колхоз. На карте 1941 года отмечен как поселение с 45 дворами.

## Население
Численность населения: 137 человек в 1979 году, 52 человека (русские 100 %) в 2002 году, 11 в 2010.